# Jordan von Kröcher
Jordan von Kröcher, född 23 maj 1846 i Isenschnibbe, död 10 januari 1918 på Gut Vinzelberg vid Stendal, var en preussisk politiker.
Kröcher studerade en tid juridik, deltog i tyska enhetskriget 1866 och fransk-tyska kriget 1870-71 samt tog 1875 som ryttmästare avsked ur krigstjänsten för att skötan sina gods. Han var 1879-83 ledamot av preussiska lantdagens deputeradekammare, invaldes där ånyo 1888 och var 1898-1912 dess president. Inom lantdagens konservativa parti intog han en mycket inflytelserik ställning. Han var 1898-1913 ledamot av tyska riksdagen.